# Нижегородские Рукавишниковы
Нижегородские Рукавишниковы — династия нижегородских купцов и крупных промышленников. 
В 1820-е годы в Канавинской слободе был основан стальной завод Рукавишниковых. Дело семьи достигло расцвета при Михаиле Григорьевиче (1811—1874), после смерти которого семейная фирма, деятельность которой включала стальной завод, торговлю и доходные дома, стала именоваться «Наследники М. Г. Рукавишникова». 
Многочисленные наследники Рукавишникова известны прежде всего как крупные меценаты и благотворители своего времени. 

## Происхождение
Большинство исследователей сходятся во мнении, что нижегородские Рукавишниковы — выходцы из уездного города Нижегородской губернии Балахны, бывшего в XVIII веке крупнейшим центром солеварения. Предположение основано на том, что в делах Балахнинского магистрата XVIII века зафиксирована деятельность более десятка Рукавишниковых, числившихся «знатными купцами Балахны» и получавших многочисленные подряды на поставку соли в разные города страны.
В начале XIX века правительство разрешает ввоз иностранной соли, подорвав торговлю и промысел данного товара, с чем, вероятно, связан переезд родоначальника нижегородской ветви Рукавишниковых Григория Михайловича (1788—1874) с семьёй из Балахны в Нижний Новгород. В фондах Центрального архива Нижегородской области (ЦАНО) сохранился документ, в котором содержится самое раннее известное упоминание Г. М. Рукавишникова: купчая на двор (строения с землёй и садом) на Ильинской улице в приходе Успенской церкви, под которой «купескои сын григореи михаилов рукавишников руку приложил». В 1816 году в исповедной росписи церкви была зарегистрирована его семья из четырёх человек.

## Генеалогия
- Рукавишников, Григорий Михайлович (1788— ок. 1836) — основатель рода, купец 3-й гильдии, основал стальной завод в Кунавинской слободе. Жена — Екатерина Яковлевна (1797—1871).
  - Рукавишников, Апполинарий Григорьевич (1810—1873)
  - Рукавишников, Михаил Григорьевич (1811—1874) — потомственный почётный гражданин, купец 1-й гильдии (1842), мануфактур-советник. Жена — Пастухова, Любовь Александровна (1823—1893).
    - Рукавишников, Григорий Михайлович (1844—1874)
    - Рукавишников, Александр Михайлович (ум. 1880)
    - Рукавишников, Николай Михайлович (1847—1899)
    - Рукавишников, Иван Михайлович (1848—1906) — гласный нижегородской Городской думы (1883—1886), почётный мировой судья, действительный член Нижегородского общества поощрения высшего образования, почётный член Совета Нижегородской земледельческой исправительной колонии. Жена — Бирина, Елена Николаевна (1863—1920)[3].
      - Рукавишников, Иван Иванович (1882—?) — окончил Нижегородский дворянский институт (1902) и Петербургский технологический институт, служил в канцелярии Государственного совета. После революции эмигрировал во Францию[3].

    - Рукавишникова, Варвара Михайловна (1851—193?) — крупный меценат и коллекционер произведений искусства, почётная попечительница Нижегородского городского приюта им. графини О. В. Кутайсовой, член правления Общества вспоможения бедным Нижнего Новгорода, почётный член Ведомства учреждений императрицы Марии. Муж — Бурмистров, Дмитрий Михайлович (1850—1899).
    - Рукавишников, Сергей Михайлович (1852—1914) — вёл жизнь буржуа, известен прежде всего строительством зданий в Нижнем Новгороде: роскошного особняка на Верхне-Волжской набережной и здания торгово-промышленного комплекса (арх. Ф. О. Шехтель). В 1879 году приобрёл старинную усадьбу Подвязье в Горбатовском уезде, где основал конный завод. Жена — Брызгалова, Ольга Николаевна (1856—1917).
      - Рукавишников, Михаил Сергеевич (1875—1922)
      - Рукавишников, Иван Сергеевич (1877—1930) — писатель, поэт-символист Серебряного века, переводчик украинской прозы. Жена — Дусман, Ирина Сергеевна.
        - Рукавишников, Даниил Иванович (ум. 1929)

      - Рукавишникова, Любовь Сергеевна (1878—1927) — вышла замуж за лесничего, её имя упоминается среди технических сотрудников Художественного, потом Исторического музеев в 1918—1919 годах. Муж — Грацианов, Вячеслав Иванович.
      - Рукавишникова, Варвара Сергеевна (1879—1914). Первый муж — Тургенев, Алексей Николаевич (1862—1906). Второй муж — Мюрат, Сергей Казимирович (1871—1948).
      - Рукавишников, Николай Сергеевич (1882—?)
      - Рукавишников, Александр Сергеевич (1883—1884)
      - Рукавишников, Митрофан Сергеевич (1887—1946) — скульптор, основатель московской династии скульпторов. 
        - Рукавишников, Владимир Митрофанович (1913—1982)
        - Рукавишников, Иулиан Митрофанович (1922—2000) — советский скульптор, Академик РАХ. Жена — Филлипова, Ангелина Николаевна, скульптор.
          - Рукавишников, Александр Иулианович (1950)  — скульптор, народный художник Российской Федерации.
            - Рукавишников, Филипп Александрович (1974) — российский скульптор, член Московского союза художников.

    - Рукавишников, Владимир Михайлович (1853—1888) — меценат, в 1875 году открыл и содержал школу и хоровую капеллу, член совета Братства Св. Кирилла и Мефодия, почетный член совета Кулибинского ремесленного училища.
    - Рукавишникова, Юлия Михайловна (1859—1925). Муж — Николаев, Иван Кузьмич.
      - Николаев, Михаил Иванович (1880—?)

    - Рукавишников, Митрофан Михайлович (1864—1911) — инвалид с детства, был крупнейшим благотворителем среди детей М. Г. Рукавишникова, членом и председателем Братства Св. Кирилла и Мефодия, пожизненным членом Елизаветинской общины сестёр милосердия Российского общества Красного Креста. Собрал обширную коллекцию произведений искусства и предметов старины.

  - Рукавишникова, Елизавета Григорьевна (1813—?)
  - Рукавишникова, Глафира Григорьевна (1815—?)
  - Рукавишникова Евпраксия Григорьевна (1819—?), муж — Ненюков, Степан Абрамович (1802—1874).
    - Ненюков, Степан Степанович (1845—1900) — купец, пароходовладелец, владел имением в Никитинском хуторе Лукояновского уезда.

  - Рукавишникова, Александра Григорьевна (1820—1915), муж — Везломцев, Яков Серапионович (1825—?).
    - Везломцев, Иван Яковлевич (1850—?)

  - Рукавишникова, Анна Григорьевна (ум. 1830)
  - Рукавишников, Павел Григорьевич (1829—1883)